# Torres Lascaris

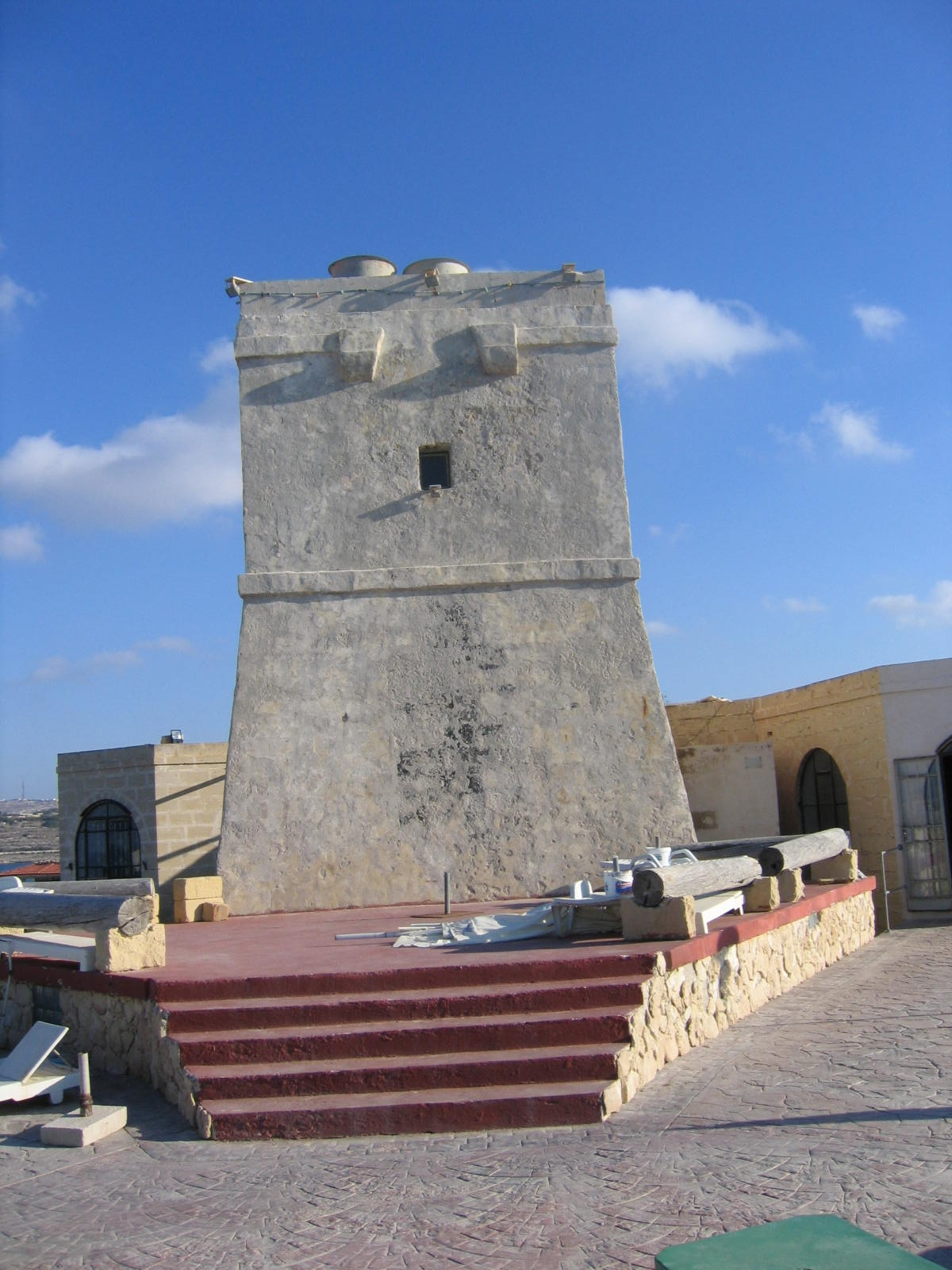
Torre Qawra

Les Torres Lascaris són un grup de cinc torres de defensa de la costa de Malta construïdes per l'Orde de Sant Joan de Jerusalem i promocionades pel Gran Mestre Jean de Lascaris-Castellar. Foren construïdes entre 1637 i 1640. Les Torres Wignacourt són les construccions antecedents d'aquestes i aquestes es confonen amb les Torres de Redín.
Les torres més destacades que es conserven avui dia són:
- Torre Ta' Lippija
- Torre Ghajn Tuffieha
- Torre Nadur
- Torre Qawra - també coneguda com a Torre Ta' Fra Ben.
- Torre Sciuta o (Ta' Xuta)

A més, Lascaris va construir la Torre de Santa Àgata, però en estil Wignacourt.